# Peter Travers
Peter Travers é um crítico de cinema americano que escreveu para as revistas People e Rolling Stone. Travers também é o anfitrião de um programa de entrevistas de celebridades chamado Popcorn em ABC News Now e ABCNews.com. Integra os grupos de críticos National Society of Film Critics e New York Film Critics Circle, além de participar do Rotten Tomatoes, onde tem mais de duas mil críticas a filmes.